# 坂那あゆ
坂那 あゆ（さかな あゆ、1987年12月21日 - ）は、九州地方を中心に活動するローカルタレント・女性モデルである。福岡県出身。筑紫女学園大学卒業。所属事務所はエレガントプロモーション。

## 来歴・人物
- 2007年、オートポリスのサーキットクイーンコンテストに出場しグランプリを受賞。同サーキットのイメージガールとして1年間活動する。
- 2010年1月よりテレビ西日本の番組『とべとべホークス』にレギュラー出演するが、就任からわずか3ヵ月後に終了。後継番組の『DO!すぽ』にも引き続き出演していた。
- 2012年3月30日、自身のブログで結婚したことを明らかにした[1]。
- 趣味は料理、野球観戦。特技はダーツ、ゴルフ、バレーボール。
- 6歳上の兄がいる[2]。

## 出演

### テレビ
- DO!すぽ（テレビ西日本、2010年4月 - 2011年3月）
- とべとべホークス（テレビ西日本、2010年1月 - 3月）
- ドォーモ（九州朝日放送）
- 気ままにLB（九州朝日放送）
- アサデス。（九州朝日放送）
- 九州青春銀行（RKB毎日放送）

他

### CM
- 筑紫女学園大学
- HottoMotto（プレナス）北海道編
- うっちんぐ酵素
- 新日本製薬「カルニチンクイーン」「リセットエルボディ」